# Lašva
 Ovo je glavno značenje pojma Lašva. Za druga značenja pogledajte Lašva (razdvojba).
Lašva je rijeka u srednjoj Bosni (BiH) i lijeva je pritoka Bosne.
Lašva nastaje od dvije "Lašvice", Karaulske i Komarske, koje se spajaju u Turbetu. Izviru na Radalj-planini i Komar-planini. Lašva dalje protječe kroz Travnik, od zapada prema istoku, a zatim i kroz Vitez, a nakon ukupno 49,4 km, Lašva se južno od Zenice kraj sela Lašve ulijeva u rijeku Bosnu. Ima porječje površine 949,7 km².

## Lašvanska dolina
Dolina rijeke Lašve se proteže od jugoistočnih padina planine Vlašić (iznad Travnika) do Busovače. Ova se dolina formirala na 390 – 480 m nadmorske visine. Od sutjeske Lašve poslije Travnika, pa do sutjeske prije Kaonika, Lašvansko polje dugo je oko 17 km, a širina mu je različita i iznosi prosječno 3 km.
Zbog važnog geografskog položaja, dolina Lašve je uvijek bila frekventna prometnica, koja prirodno spaja dolinu Bosne na istoku, s vrbaskom dolinom na zapadu. Tako je i danas, iako kvaliteta prometnica danas ne odražava u potpunosti važnost ovog prometnog pravca.
Tragovi naselja na prostoru Travnika sežu u daleku prošlost, kada su Kelti, Iliri i Rimljani ispirali zlato iz Lašve. S Ilirima kao autohtonim stanovništvom, te s Rimljanima koji početkom naše ere osvajaju balkanske prostore i lašvanski kraj ulazi u povijesni period i pod višestoljetni utjecaj rimske antičke civilizacije. Po sačuvanim ostacima vidi se da je ovaj kraj u antičko doba bio dobro naseljen i da već tada možemo računati s nastankom prvih gradskih naselja na ovom prostoru.